# Riu Luangwa

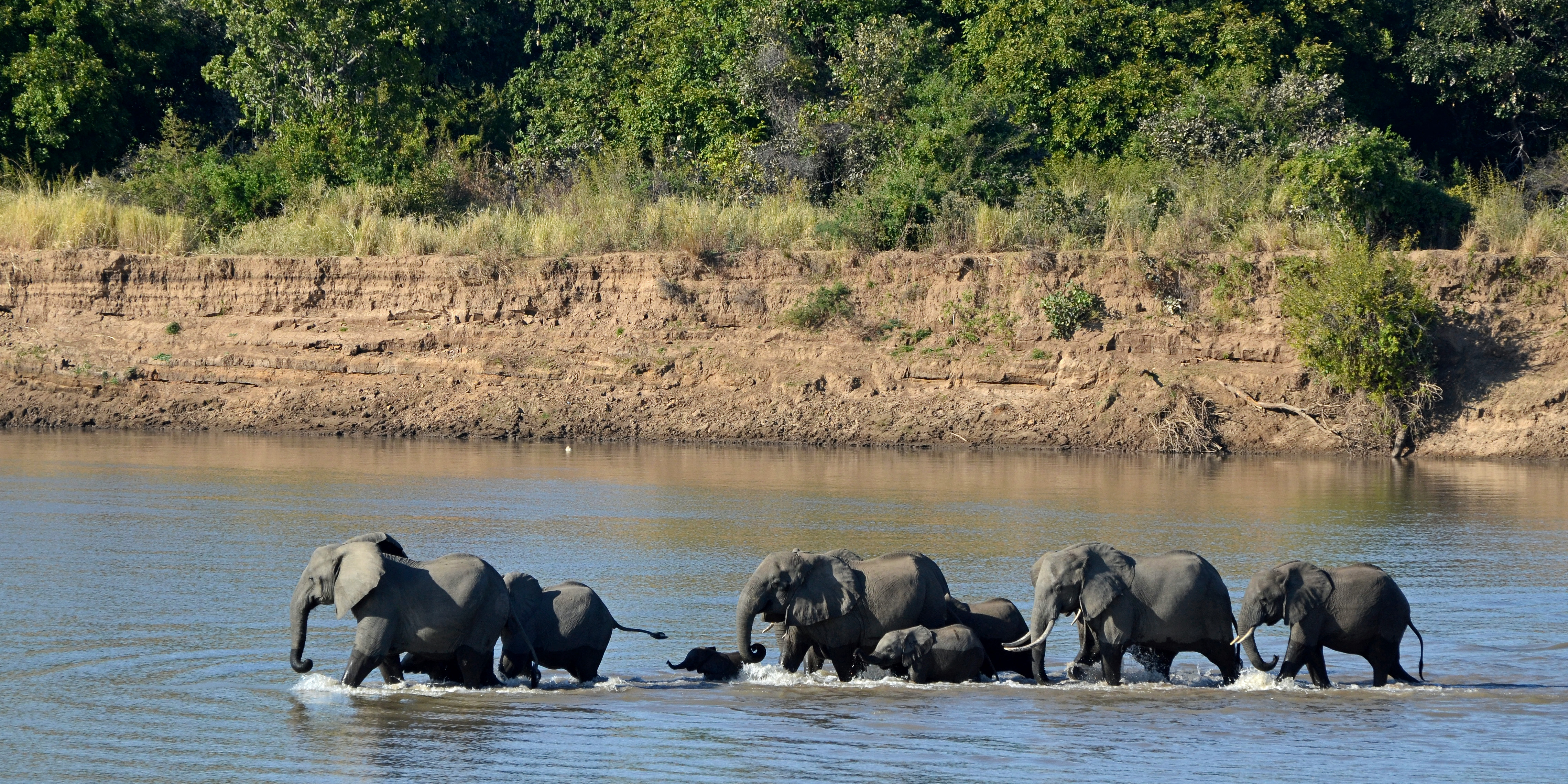
Un grup d'elefants travessa el riu Luangwa a Zàmbia.

El Luangwa és un dels afluents principals del riu Zambezi i un dels quatre rius més grans de Zàmbia. Generalment el riu presenta inundacions a l'estació humida (de desembre a març) i presenta aigües considerablement baixes en l'estació seca. La seva conca d'uns 500.000 km² és plena de vida salvatge.

## Curs
El riu Luangwa neix als turons de Lilonda i Mafinga al nord-est de Zàmbia a una altitud d'uns 1.500 m, prop de la frontera amb Tanzània i Malawi, i flueix cap al sud-oest a través d'una gran vall. A uns 150 km des del naixement ja es troba a 690 m d'altitud i té meandres i planes d'inundació. Prop de Mfuwe, el riu discorre a 520 m d'altitud. Durant l'estació seca lagunes seccions del riu s'assequen completament deixant lloc a basses aïllades
A la part superior i mitjana hi ha els parcs nacionals North Luangwa National Park i South Luangwa National Parks de Zàmbia. Al riu hi nombroses poblacions de cocodrils i hipopòtams d'aquests darrers la població més gran, del món viu a la vall del Luangwa, a l'estació seca queden restringits a les basses aïllades del riu.
A uns 500 km del seu naixement la vall es fa més estreta i es divideix en dues de paral·leles amb el riu Lukusashi com afluent al nord-oest.
El principal assentament d'aquesta zona alta i mitjana del riu és la població de Mfuwe que compta amb un aeroport i es dedica al turisme. La zona té molt poques persones que l'habitin.
La zona baixa del riu comença a 600 km del seu naixement i a una altitud d'uns 200 metres, aquí les valls es fan encara més estretes. 120 km més enllà el riu Luangwa s'uneix al riu Zambezi a la població de a Luangwa.
La vall del Luangwa forma una barrera natural amb poca densitat de població humana. Això es deu als forts pendents del terreny i al fet que l'existència de reserves de la vida silvestre ha donat lloc que no hi hagi carreteres importants que travessin aquesta zona entre les carreters de Lusaka-Kabwe a l'oest i la carrterae Isoka-Chisenga al nord, en una distància d'uns 800 km. La vall baixa del Luangwa només és travessada per una carretera la Great East Road al Luangwa Bridge, a uns 10 km al sud de la confluència del rius Luangwa-Lunsemfwa.

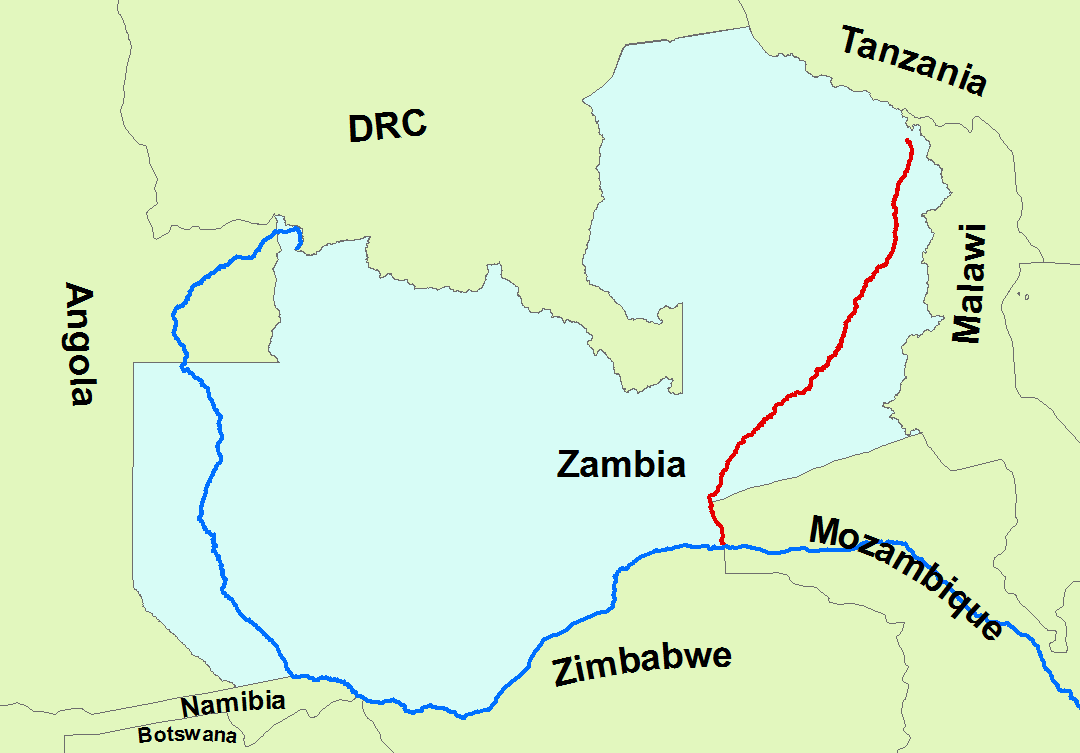
Recorregut del riu Luangwa en color vermell